# 1814 Бах
1814 Бах (1814 Bach) — астероїд головного поясу, відкритий 9 жовтня 1931 року.
Тіссеранів параметр щодо Юпітера — 3,630.